# Opius miniaceus
Opius miniaceus är en stekelart som först beskrevs av Juan Brèthes 1913.  Opius miniaceus ingår i släktet Opius och familjen bracksteklar. Inga underarter finns listade i Catalogue of Life.